# 8,8-cm-Schnelladekanone C/30
Die 8,8-cm-Schnelladekanone C/30 (kurz: 8,8-cm-SK C/30) war ein Schiffsgeschütz der deutschen Reichsmarine und Kriegsmarine, welches im Zweiten Weltkrieg auf kleineren Kriegsschiffen und als Küstenartillerie zum Einsatz kam.

## Entstehungsgeschichte
Anfang der 1930er Jahre war die Reichsmarine auf der Suche nach Ersatz für die mittlerweile veralteten 8,8-cm-SK L/45, welche seit 1906 im Dienst war. Mehrere Entwürfe wurden vorgestellt und die Erprobung an der neuen 8,8-cm-SK C/30 begannen. Bis 1933 dauerten die Entwicklung und die Tests, bis das neue Geschütz in Dienst gestellt werden konnte. Die neue Schnelladekanone war wesentlich leichter als die alten SK L/45 Geschütze.

## Technische Daten
Die SK C/30 verfügte über ein Lauf- und Verschlussendstück mit halber Länge und einem vertikalen Schiebeverschlussblock. Die SK C/30-Geschütze waren auf einer handbetriebenen MPLC/30-Lafette montiert, die ein Gesamtgewicht von 5,76 Tonnen einschließlich eines 10–15 mm starken Schutzschildes und einer Zündereinstellmaschine hatte. Sie waren jedoch wesentlich leichter als die älteren 8,8-cm-SK L/45-Marinegeschütze. Wog die SK L/45 noch 2,5 t, konnte das Gewicht der SK C/30 auf 1,23 t verringert werden. Es gab für die Kanone noch zwei weitere Lafetten für die U-Boote, sogenannte Nasslafetten. Das waren zum einen die U-Boot-Lafette Ubts L C/35 und die weiterentwickelte Ubts Flak LC/41.
Die Mündungsgeschwindigkeit der abgeschossenen Granaten betrug 790 m/s. Ein Rohr der SK C/30 konnte bis zu 7000 Granaten verschießen, bevor es getauscht werden musste. Die Reichweite betrug bei einer Rohrerhöhung von 43° ca. 14 km, bei einer Rohrerhöhung von 70° nur noch ca. 9 km.

### Munition
Geschosse
- Leuchtgranate – Lg. zu 9,4 kg
- Panzersprenggranate – zu 10 kg
- Sprenggranate mit Kopfzünder – Spgr. m. Kz. zu 9 kg
- Sprenggranate, Brandgeschoss – zu 9,5 kg

Treibladung
- Gewicht der Hauptkartusche RPC/38: 2,82 kg

## Verwendung in anderen Nationen

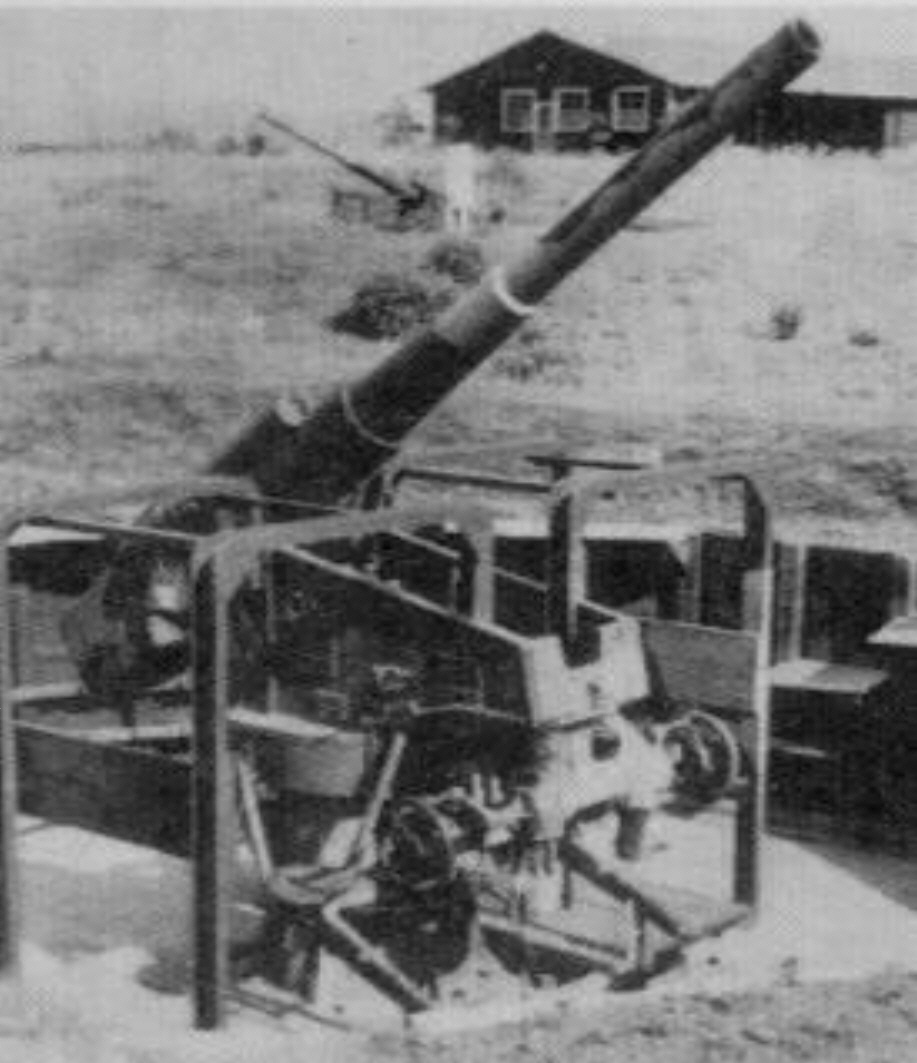
Japanische Typ 99 8-cm-Flugabwehrkanone

### Verwendung in der Spanischen Armee
Während des spanischen Bürgerkrieges wurden einige SK C/30 an die Nationalisten verkauft. Dort wurden die Geschütze auf Schiffen und auch als mobile Landartillerie eingesetzt. Bis in die 1950er-Jahre waren diese Geschütze in spanischen Diensten im Einsatz.

### Verwendung im Kaiserlich Japanischen Heer
Erbeutete Geschütze der chinesischen Nationalen Revolutionsarmee wurden ab 1938 für das japanische Heer nachgebaut und als Typ 99 8,8-cm-Flugabwehrkanone eingeführt.

## Weiterentwicklung
Um die SK C/30 weiter zu verbessern, wurde im Jahr 1941 die Weiterentwicklung zur 8,8-cm-Schnelladekanone KM41 begonnen. Die Arbeiten an der Kanone dauerten bis ins Jahr 1943, in dem sie dann eingeführt wurde. Das Gewicht der Kanone wurde noch einmal verringert auf nun 960 kg. Zusammen mit der Lafette kam das Geschütz auf ein Gewicht von 4,67 t.